# Effetto Forrester

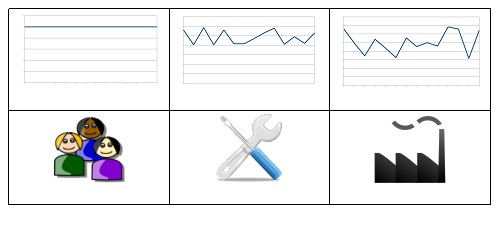
Effetto della distorsione sulla domanda, Domanda stabile dei clienti, distorsione dei fornitori, previsioni della produzione

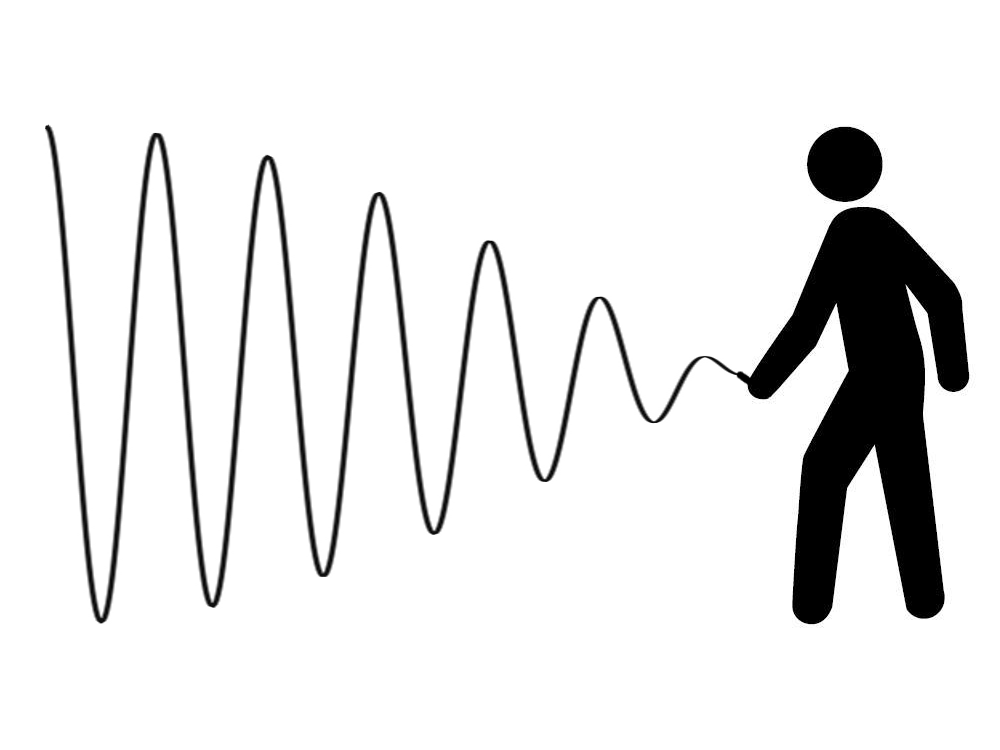
L'effetto amplificato della frusta

L'effetto Forrester, detto anche effetto frusta o Bullwhip, indica un aumento della variabilità della domanda man mano che ci si allontana dal mercato finale e si risale la catena di distribuzione (supply chain).

## Cause
La causa principale di tale effetto è la razionalità limitata degli utenti che rende maggiore l'inefficienza della gestione della catena di distribuzione, con maggiore intensità quanto più la catena di distribuzione è lunga (cioè quanto più ci si allontana dal consumatore per risalire verso l'azienda produttrice) e quanto sono maggiori i tempi di consegna degli ordini (Lead time).

### Cause operative
Sintomi dell'effetto Forrester riscontrati da Hau Lee e Corey Billington nel 1992 sono:
- Un eccessivo livello di scorte, soprattutto a monte della catena per evitare Rotture di Stock
- L'inefficacia frequente o costante delle previsioni di vendita
- Sbalzi nella richiesta di capacità produttiva (che risulta a volte insufficiente e a volte eccessiva)
- Frequenza di inevasi
- Frequenti cambiamenti ai piani di produzione (non rispetto degli MRP)
- Sopperire allo sfasamento e ai ritardi dovuti alla gestione e trasporto degli ordini (il cosiddetto Lead time)

Sono sufficienti solo alcuni sintomi per riconoscere una situazione di effetto Forrester, non è necessario che siano presenti tutti.

### Cause dei comportamenti
Cause dell'effetto Forrester sono da considerarsi:
- comportamenti irrazionali

1. Decisioni dei singoli membri della catena di distribuzione non coordinate (date dalla Razionalità limitata delle persone)
2. Diversa importanza data agli indicatori prestazionali (Rottura di stock > Costo delle scorte)

- comportamento opportunistico degli attori della catena

## Conseguenze
Oltre all'aumento di scorte di sicurezza, l'effetto descritto può portare l'azienda ad orientarsi sulla richiesta dei clienti anziché sulla preparazione effettiva della merce. Questo porta ad un basso utilizzo del canale di distribuzione e ad un peggioramento generale del servizio con conseguente serie di costi finanziari. Accanto alle conseguenze misurabili del servizio clienti impoverito e il danno di immagine pubblica e di fedeltà, un'organizzazione deve fare i conti con le conseguenze del non adempimento che possono portare anche a sanzioni contrattuali ove previste. Inoltre l'assunzione e licenziamento dei dipendenti (dove possibile) per gestire la variabilità della domanda, può indurre ulteriori costi dovuti alla formazione e a possibili licenziamenti.

## Contromisure
Teoricamente l'effetto non si verifica se tutti gli ordini si possono soddisfare esattamente rispettando la domanda di ciascun periodo. Ciò è coerente con i risultati di esperti di gestione della catena di distribuzione che hanno riconosciuto che l'effetto frusta è un problema di gestione della catena di distribuzione e la gestione attenta degli effetti è un obiettivo importante per i gestori della catena di distribuzione. Pertanto è necessario estendere la visibilità della richiesta del cliente, per quanto possibile, dal cliente finale fino al primo fornitore della catena. Un modo per raggiungere questo obiettivo è quello di stabilire un sistema demand-driven in grado di reagire agli ordini dei clienti effettivi (il Continuous Replenishment).
Questo modello è stato implementato con successo nel sistema di distribuzione di Walmart. I singoli negozi Walmart trasmettono i Punti di riordino dei dati dal registratore di cassa al loro quartier generale più volte al giorno. Questa informazione la domanda viene utilizzato per le spedizioni di coda dalla Walmart centro di distribuzione al negozio e dal fornitore al Walmart centro di distribuzione. Il risultato è una perfetta visibilità della domanda dei clienti e i movimenti di magazzino in tutta la catena di fornitura. Una migliore informazione porta ad una migliore posizione di inventario e costi più bassi in tutta la catena di fornitura. L'ostacolo alla realizzazione di un indotto dalla domanda in catena di fornitura comprende i necessari investimenti nelle tecnologie d'informazione e la creazione di una cultura aziendale di flessibilità e di concentrazione sulla richiesta del cliente finale. Un altro presupposto è che tutti i membri della catena di fornitura riconoscano che essi possono guadagnare di più se agiscono nel suo complesso piuttosto che richiede la collaborazione di fiducia e la condivisione delle informazioni.
I metodi per ridurre l'incertezza, la variabilità, e tempi di consegna:
- Inventario gestito dal venditore
- Just-in-time
- Partenariato
- Condivisione di informazioni
- Regolarizzare il flusso di produzione
  - Coordinare con i rivenditori le consegne in modo uniforme
  - Ridurre le dimensioni dei lotti minimi
  - Aumentare la frequenza dei lotti
- Eliminare i componenti inattivi
  - Stabilire politiche di basso prezzo
  - Limitare i resi e i ritorni di invenduto
  - Assegnare gli ordini in base alle vendite passate, invece di dimensionarli in base alle carenze di magazzino